# Nationalpark Linnansaari
Der Nationalpark Linnansaari, originalsprachlich finnisch Linnansaaren kansallispuisto und schwedisch Linnansaari nationalpark, ist ein Nationalpark in der finnischen Region Savo. Er wurde 1956 gegründet, um die Natur der Insellandschaften der Finnischen Seenplatte zu erhalten.

## Lage
Der Nationalpark umfasst ein 40 km langes und 5–10 km breites Gebiet auf dem See Haukivesi, einem Teil des Saimaa-Seensystems. Der größte Teil des Nationalparks gehört zum Gemeindegebiet von Rantasalmi, ein kleinerer Teil zu Savonlinna und Varkaus. In dem Gebiet liegen etwa 130 Inseln und zahlreiche kleinere Felsen mit einer Gesamtfläche von 38 km².

## Fauna
Im Nationalpark kommen die bestandsgefährdeten Saimaa-Ringelrobben vor. Daneben beherbergt er eine der größten Brutpopulationen des Fischadlers in Finnland. Weiterhin gehören zur reichen Vogelwelt des Nationalparks die seltenen Weißrückenspechte, Heringsmöwen, Prachttaucher, Baumfalken, Gänsesäger, Mittelsäger, Amseln, Zaunkönige, Waldlaubsänger, Grünlaubsänger und Karmingimpel. Die feuchten Wälder mit reichem Flechtenwuchs bieten verschiedenen gefährdeten und seltenen Schmetterlingsarten einen Lebensraum, hierzu zählen unter anderem der Fetthennen-Bläuling, der Maivogel, der Trauerspanner, der Bartflechten-Rindenspanner und der Gelbe Hermelin. Eine Besonderheit stellt das Vorkommen der sehr seltenen Käferart Aulonothroscus laticollis dar.

## Flora
Die Vegetation der Inseln ist sehr abwechslungsreich: Teils besteht sie nur aus Flechten auf kargen Strandfelsen, teils aus üppigen Hainwäldern. Wegen des Schwendbaus, der bis in die 1930er Jahre in dem Gebiet betrieben wurde, sind die Wälder eher jung. Sie zeichnen sich durch ihre große Vielfalt an Baumarten aus: Im selben Hain können Birken, Espen, Linden, Grau-Erlen, Kiefern, Fichten, Vogelbeerbäume und Sal-Weiden vorkommen.  1993 nahm man in der Umgebung der alten Kate von Linnansaari das Schwenden nach traditionellen Methoden wieder auf, um den Landschaftstyp des Schwendenwaldes zu erhalten. In den Wäldern wachsen auch seltene Orchideenarten wie der Blattlose Widerbart, die Vogel-Nestwurz und die Breitblättrige Stendelwurz.

## Tourismus
Auf der Hauptinsel Linnansaari finden sich mehrere Wanderwege sowie ein Aussichtspunkt auf dem Felsen Linnanvuori. Im Sommer bestehen Bootsverbindungen auf die Insel von Porosalmi in Rantasalmi und Oravi in Savonlinna aus. Das Informationszentrum des Nationalparks, das „Naturzentrum Oskari“, befindet sich im Gemeindezentrum von Rantasalmi.